# Calathus aztex
Calathus aztex är en skalbaggsart som beskrevs av Ball och Negre. Calathus aztex ingår i släktet Calathus och familjen jordlöpare. Inga underarter finns listade i Catalogue of Life.